# Sucre (Sucre)
Sucre – miasto w Kolumbii, w departamencie Sucre.